# Obino
Obino è una frazione del comune svizzero di Castel San Pietro, nel Canton Ticino (distretto di Mendrisio).

## Storia
Il 18 febbraio 865 da Pavia Sigerato, vassallo dell'impero, figlio del conte Leone, donò la sua proprietà di Obino al convento di Sant'Ambrogio di Milano.

## Monumenti e luoghi d'interesse
- Chiesa di Sant'Antonino, attestata dal 1559[senza fonte].